# Pithecheir
Pithecheir és un gènere de rosegadors de la família dels múrids. Les dues espècies d'aquest grup són oriündes del sud-est asiàtic. Tenen una llargada de cap a gropa de 12–18 cm, la cua de 18–22 cm i un pes de 60–150 g. Es tracta d'animals nocturns. El seu hàbitat natural són els boscos situats a altituds de fins a 1.600 msnm. El nom genèric Pithecheir significa ‘mà de mico’.